# Armée katangaise
 (février 2025).
L'armée katangaise a été créée sous le nom de Gendarmerie katangaise après la sécession du Katanga le 11 juillet 1960, et ce pour défendre l'indépendance de l'État du Katanga. Elle affronte notamment des troupes de l'armée nationale congolaise, ainsi que des troupes de l'ONU, qui finissent par la vaincre en janvier 1963. L'encadrement de l'armée katangaise est effectué par des officiers européens mercenaires, notamment des anciens membres de la légion étrangère française.

## Contexte de sa création
Six jours après l'accession du Congo belge à l'indépendance, des unités de la Force publique se mutinent dans la capitale Léopoldville. Dans les jours qui suivent, cette mutinerie s'étend à la majorité des unités du reste du pays, plongeant ce dernier dans la crise congolaise.
Au Katanga, le président provincial Moïse Tshombé réclame l'intervention des troupes belges pour ramener le calme. Très vite les autorités katangaises entrent en profond désaccord avec les mesures prises par le premier ministre congolais Patrice Lumumba, ce qui les amène à proclamer la sécession et l'indépendance du Katanga le 11 juillet 1960.
Pour pouvoir défendre cette indépendance, les autorités katangaises décident la création d'une armée baptisée Gendarmerie katangaise.

## Armement et équipement

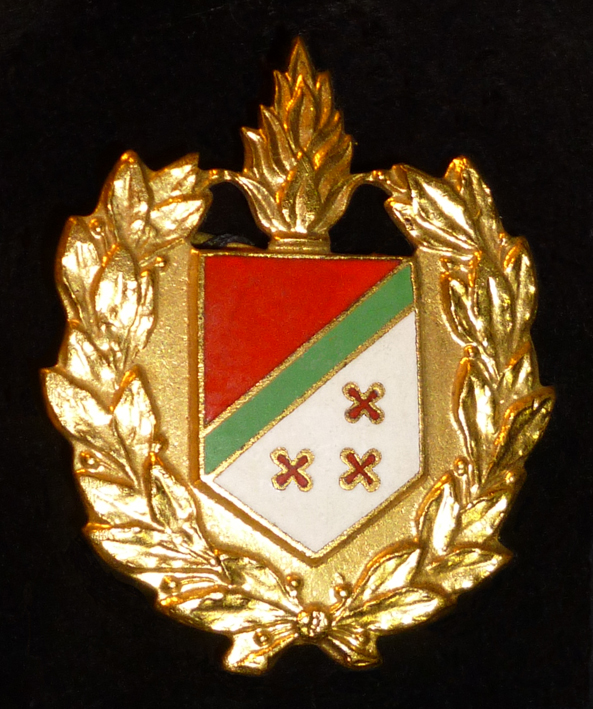
Insigne de coiffure de l'armée katangaise.

## Évolution de ses effectifs
En juillet 1960, la Gendarmerie katangaise ne compte que quelque 350 soldats, essentiellement les hommes de la Force publique qui se sont montrés fidèles à leurs officiers belges. Il est décidé de recruter et d'entraîner immédiatement de nouveaux soldats pour décupler cet effectif initial.
Le 15 août a lieu la première promotion d'officiers katangais : 2 capitaines, 3 lieutenants et 25 sous-lieutenants ou adjudants. Fin août l'effectif de l'armée s'élève à 500 hommes.
En septembre, l'Armée nationale congolaise (ANC) aidée par les tribus baluba du Nord-Katanga tente d'envahir l'État du Katanga. Les nouvelles recrues katangaises n'étant pas encore très fiables ni disciplinées, et vu le manque d'encadrement en sous-officiers belges de l'ancienne Force publique ou de l'armée métropolitaine, le gouvernement katangais décide de procéder à l'engagement de mercenaires. Ceux-ci seront principalement recrutés parmi des Européens sur place et chez des anciens de la Légion étrangère française.
Au 1er janvier 1961, l'effectif de l'armée s'élève à 272 officiers (dont 194 blancs) et 1 702 soldats, auxquels s'ajoutent 2049 recrues en formation.
À partir de mars 1961, des mercenaires rhodésiens et sud-africains forment une compagnie uniquement blanche et anglophone (c'est elle qui reprendra Manono à la fin mars).
Le 1er mai, l'effectif de l'encadrement blanc s'élève à 655 hommes dont 450 Belges (201 mandatés par le gouvernement belge à titre d'aide technique, le reste à titre de mercenaires).
En juin, un rapport de l'ONU mentionne un effectif de 11 000 hommes pour l'armée katangaise dont 604 officiers et sous-officiers. Parmi ceux-ci 460 ne sont pas Katangais et doivent donc être expulsés du pays suivant ce rapport. Le chiffre de 11 000 hommes est cependant étonnant si l'on tient compte de la situation au 1er janvier 1961. Il n'est explicable que si l'on additionne, aux effectifs de l'armée régulière, les unités dites coutumières, c'est-à-dire les guerriers des chefs des tribus du nord Katanga fidèles au gouvernement katangais. L'armée est alors au faîte de sa capacité opérationnelle.
Fin août, sous la pression de l'ONU, le gouvernement belge applique la résolution du 21 février 1961 du Conseil de sécurité et rappelle en métropole les 201 officiers et sous-officiers belges qui se trouvaient encore dans l'armée katangaise. 
Le 28 août, les troupes onusiennes déclenchent l'opération Rumpunch et procèdent à l'arrestation suivie de l'expulsion des étrangers de l'armée katangaise qu'elles parviennent à trouver. Seuls 105 mercenaires évitent l'arrestation par les onusiens et continuent à encadrer les soldats katangais. Néanmoins, la forte diminution de l'encadrement européen porte un coup sévère à l'armée katangaise.
Le 30 juin 1962, 114 mercenaires sont encore présents au Katanga.

## Opérations

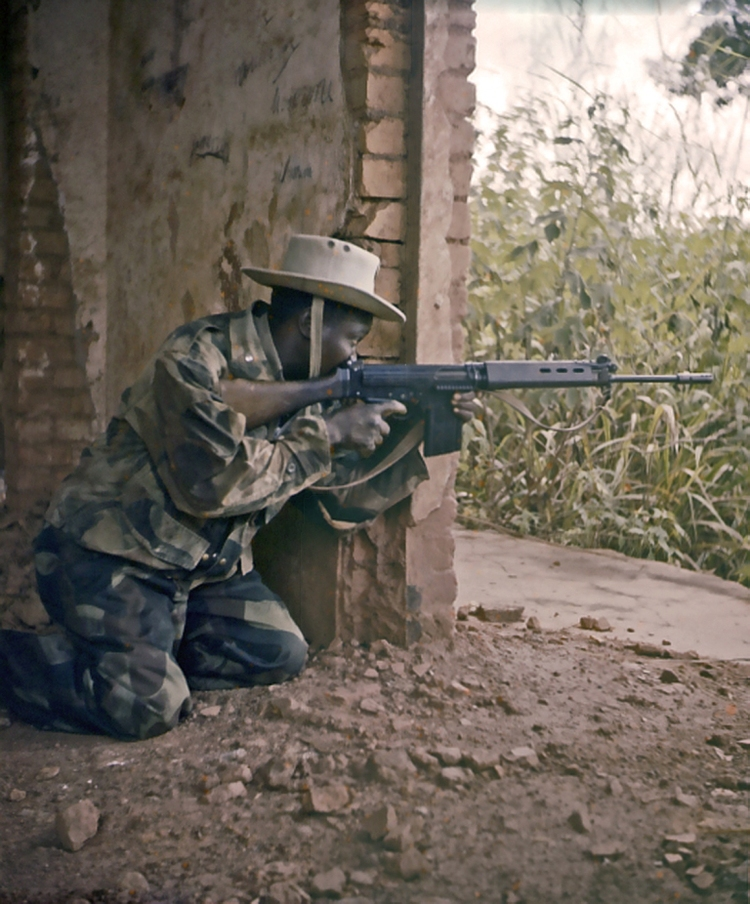
Un gendarme katangais armé d'un FN FAL, décembre 1961.

### Nord-Katanga

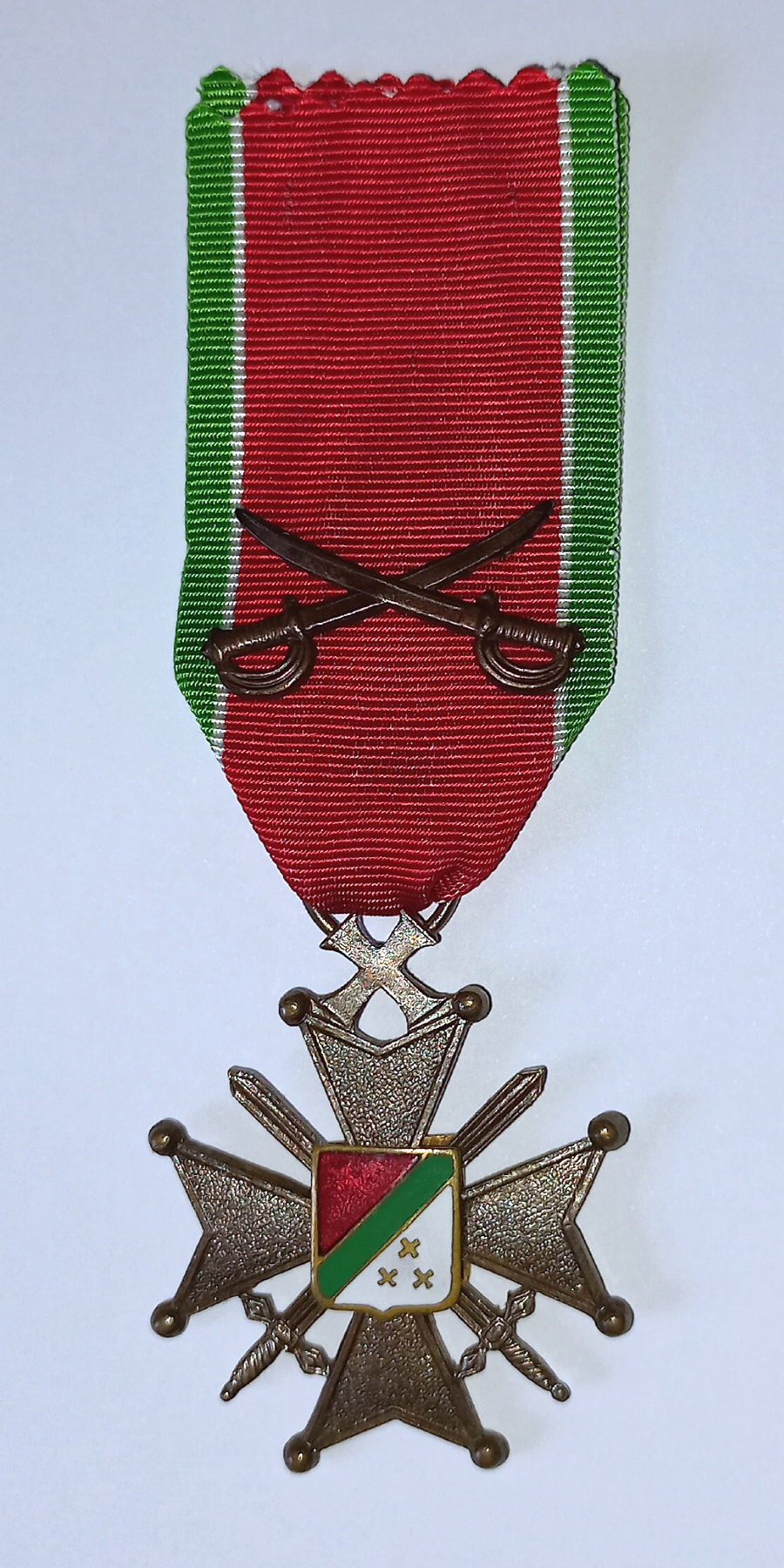
Croix de guerre de l'armée katangaise

Le 22 août 1960, le Premier ministre Lumumba donne l'ordre à l'ANC d'envahir le Katanga par le nord. Celle-ci peut compter sur l'aide des tribus baluba du Nord Katanga rassemblées autour de leur leader Jason Sendwe opposant de Moïse Tshombé. Toute la région au nord d'une ligne Luena - Mitwaba - Manono - Albertville entre en dissidence vis-à-vis du gouvernement katangais. L'intervention de groupes mobiles katangais constitués d'une quinzaine de mercenaires et d'une quinzaine de gendarmes katangais permet d'arrêter l'ANC aux frontières du nouvel État. Cependant les milices Balubakat contrôlent le territoire en dehors des agglomérations et exercent une sanglante répression sur les tribus pro-katangaises.
En conséquence, le 17 octobre, le gouvernement katangais accepte l'établissement de zones neutres au nord d'une ligne Luena - Bukama - Manono - Kabalo. Les forces de l'ONU sont les seules autorités autorisées à occuper ces territoires. En pratique, aucun des belligérants ne respecte cet accord.
À la fin de l'année, par manque de matériel et de combattants de qualité, le bilan militaire katangais n'est cependant pas fameux face à la rébellion. Les positions à Kabalo sont précaires, la région d'Albertville n'est contrôlée que sur une largeur de 40 km tandis que Kongolo n'est sécurisé que dans un rayon de 30 km.
Le 8 janvier 1961, Manono tombe aux mains des rebelles. Pour le gouvernement katangais c'est la preuve que les zones neutres sous contrôle de l'ONU ne protègent pas le Katanga. Il décide donc une nouvelle offensive contre les baluba. 
Le 13 février, Luena et Bukama sont repris par les Katangais, suivis par Manono le 31 mars. Ces victoires mettent en  évidence l'inefficacité des casques bleus dans leur mission de maintien de la paix. Elles permettent cependant au Secrétaire général des Nations unies d'obtenir des renforts pour le Congo. Début avril, 5 000 soldats indiens débarquent au Katanga.
Les combats de décembre 1961 à Élisabethville accaparant les ressources de l'armée katangaise, l'ANC prend Albertville le 15 et Kongolo le 31 décembre.

### ONU:1erround
Le 11 septembre 1961, Conor O'Brien, représentant du Secrétaire général de l'ONU au Katanga, reçoit les plans de l'opération Morthor visant à mettre fin à la sécession katangaise par la force.
Le 13 septembre à 4h20 du matin, des troupes onusiennes (indiennes et malaises) attaquent la grande poste d'Élisabethville pendant que d'autres unités s'emparent de la radio. Les combats s'engagent entre un millier de gendarmes katangais encadrés de mercenaires européens et les troupes onusiennes (principalement indiennes et irlandaises).
Les affrontements se propagent rapidement à d'autres localités comme Kolwezi, Kamina ou Jadotville. La situation de la compagnie irlandaise encerclée à la suite du siège de Jadotville par les forces katangaises devient vite critique.

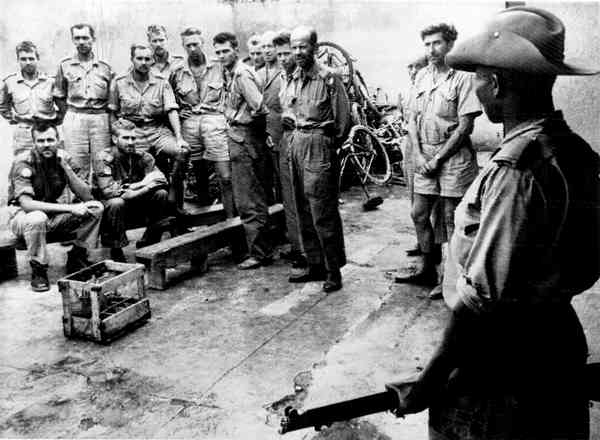
Militaires suédois ONUC prisonniers.

L'ONU ne dispose pas alors au Katanga d'aviation militaire. En conséquence, l'unique Fouga Magister katangais peut mitrailler et bombarder les unités onusiennes à Jadotville et Élisabethville, y compris la résidence de O'Brien. Cet avion détruit au sol deux Douglas DC-4, un Douglas C-47, une douzaine de camions et des installations radio de l'ONU et endommage un Douglas DC-6 et un Fairchild C-119 Flying Boxcar sur les aéroports de Kamina et Élisabethville-Luano.
Le 18 septembre, les Irlandais de Jadotville se rendent aux Katangais. Une campagne de presse internationale contre les atrocités commises par les troupes indiennes, la capture d'une trentaine d'Irlandais à Lubumbashi ainsi que la reddition de la compagnie irlandaise de Jadotville amènent l'ONU à signer un accord provisoire de cessez-le-feu le 20 septembre. Cet accord prévoit un échange des prisonniers (190 soldats de l'ONU contre 240 soldats katangais) qui a lieu le 25 octobre.
De ces évènements, le Conseil de sécurité conclut que le mandat alloué aux troupes onusiennes du Congo concernant l'utilisation de la force est trop restrictif. La limitation de l'usage de la force à l'autodéfense et à l'utilisation d'armes défensives est une des causes de l'échec.

### ONU:2eround
À partir de la mi-octobre 1961, l'ONU constate le retour de mercenaires expulsés, sous le couvert d'emplois civils.

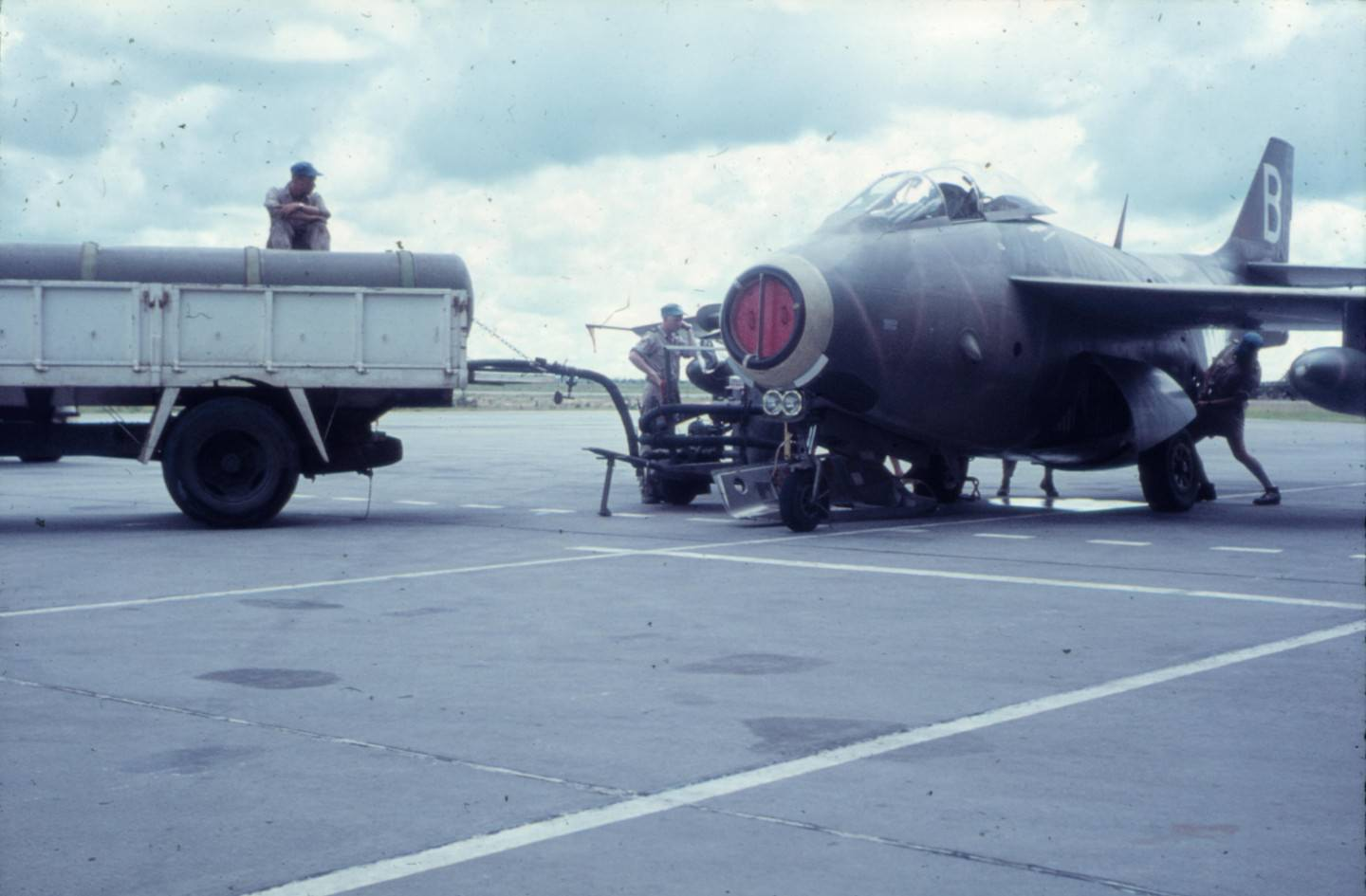
J-29B ravitaillé à la base de Kamina

La décision est prise de baser 5 chasseurs Saab J 29 Tunnan suédois (suivis de 2 J 29C de reconnaissance en novembre 1962 et de 4 J 29B en décembre 1962) à Luluabourg puis à Kamina, 6 bombardiers English Electric Canberra B(I) Mk58 indiens et 4 North American F-86 Sabre éthiopiens à Léopoldville.
Le 5 décembre à 13h30, les troupes onusiennes attaquent les barrages routiers katangais d'Élisabethville. Des tirs intenses d'armes légères et de mortiers secouent la ville. Ce même jour 2 Canberra indiens mitraillent l'aéroport de Kolwezi-Kengere où ils mettent hors de combat la plupart des avions katangais, et endommagent l'unique Fouga Magister qui ne volait guère depuis la mort de Dag Hammarskjöld. Dans une seconde attaque, un autre Canberra détruit des réservoirs de carburant situés dans les installations industrielles de Kolwezi. Du 6 au 18 décembre, de violents combats se déroulent à Élisabethville entre les Katangais et les troupes onusiennes. L'aviation onusienne procède à de nombreux mitraillages et tirs de roquettes sur les positions katangaises de la ville. Deux Saab suédois attaquent aussi l'aérodrome de Jadotville-Kamatanda et la gare de triage du KDL à Jadotville.
À partir du 18 décembre, la résistance katangaise cède et la majorité des mercenaires se replie sur Kipushi d'où ils passent en Rhodésie du Nord. Élisabethville est entièrement sous contrôle de l'ONU.

### Fin

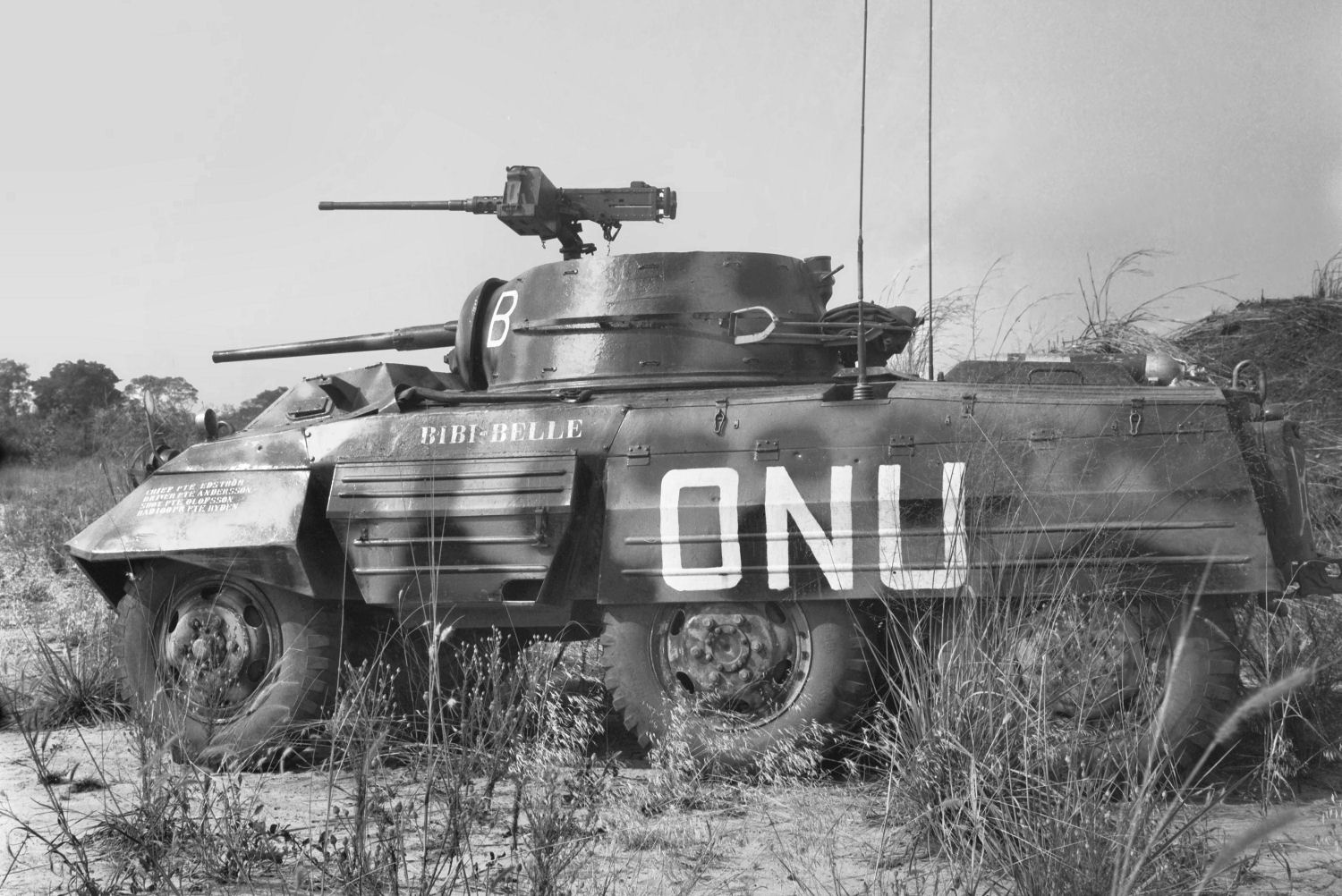
Un des quatre M8 Greyhound katangais capturés par le contingent suédois de l'Opération des Nations unies au Congo qui les utilise à son compte.

En janvier 1962, le territoire katangais est divisé en zones sous la responsabilité de petites unités commandées par des mercenaires. La région de Kamina est sous l'autorité militaire du Français Bob Denard, celle d'Albertville dépend de Jean Schramme et le Nord dépend de Christian Tavernier. Ces groupes sont placés à la frontière Nord pour parer à une éventuelle invasion de l'ANC.
Le 10 janvier, le secrétaire général de l'ONU annonce que les casques bleus doivent d'abord se repositionner à Élisabethville avant d'entreprendre des opérations vers Jadotville et Kipushi. L'ONU continue à maintenir la pression sur le gouvernement katangais pour qu'il licencie les mercenaires restants. À l'encontre de toute évidence, Moïse Tshombé affirme ne plus disposer que de 19 mercenaires.
Le 10 octobre, l'ONU renouvelle ses accusations et affirme être sûre qu'il reste 115 mercenaires au Katanga. À partir du 10 décembre, il apparaît que la fin de la sécession sera provoquée par une dernière épreuve de force.
La veille de Noël, les troupes onusiennes accusent les forces katangaises d'avoir abattu un hélicoptère de l'ONU. Les combats reprennent à Élisabethville. Le 28 décembre Moïse Tshombe appelle à la lutte totale et menace de recourir à la destruction du potentiel économique du Katanga. 
Face aux nombreux effectifs des troupes onusiennes, les Katangais reculent. Les 29 et 30 décembre les Saab J 29 détruisent plusieurs T-6, un DH-104 Dove et les 2 DH Vampire katangais sur l'aérodrome de Kolwezi-Kengere ainsi que d'autres appareils à Jadotville-Kamatanda. Ce 30 décembre, l'ONU occupe aussi Kipushi sans combat. Le lendemain elle entame sa progression vers Jadotville. Quelques unités katangaises retardent cette progression en faisant sauter les 3 ponts sur la Lufira. Néanmoins, le 3 janvier 1963, Jadotville tombe.
Le dernier carré katangais se trouve à Kolwezi où s'est aussi réfugié le gouvernement Tshombe. Ce dernier menace de faire sauter les barrages hydroélectriques Delcommune et Le Marinel. Le 10 janvier, des signes de tension apparaissent entre les mercenaires et les soldats katangais qui doutent de la volonté des premiers de réellement procéder à la destruction des barrages. Il est vrai que l'Union minière du Haut Katanga, en y mettant le prix, parvient à faire déminer les barrages par les mercenaires. Certains d'entre eux commencent d'ailleurs à décrocher vers l'Angola.
Le 14 janvier 1963, le gouvernement katangais proclame la fin de la sécession. Le 20 janvier, les derniers mercenaires et certaines unités katangaises se replient sur l'Angola. Le 23, les troupes onusiennes pénètrent dans Kolwezi.

## Aviation katangaise (Avikat)
L'aviation militaire katangaise (en) est formée fin août 1960 à partir de la quasi-totalité du personnel (huit pilotes et dix mécaniciens et opérateurs radio) et de la flotte aérienne (un de Havilland DH-114 Heron, sept De Havilland DH-104 Dove, deux Aérospatiale Alouette II, un Sikorsky H-19D) de l'ancienne aviation militaire de la Force publique (Avimil ou AVI/FP), de deux Douglas C-47 Skytrain de la Force aérienne belge et d'une partie du stock de pièces de rechange. La base militaire de Kamina devant être occupée fin août par les forces de l'ONU, l'Avikat est basée à l'aérodrome d'Élisabethville-Luano, les appareils sont peints aux couleurs katangaises, immatriculés KAT-** et présentés officiellement au Président Tshombe le 29 août.
Le gouvernement katangais essaye aussitôt d'acquérir d'autres appareils, de manière plus ou moins occulte puisqu'il n'est pas reconnu par la communauté internationale et qu'il y a un embargo sur le matériel militaire imposé par l'ONU : un Douglas DC-3 acheté à Swissair qui sert de source de pièces de rechange, cinq Piper L-18C et neuf Piper PA-22 en Afrique du Sud tandis que deux Sikorsky S-58C sont loués à la Sabena.
L'Avikat effectue de nombreuses missions de liaisons, de transports logistiques, de reconnaissances, de bombardements et d'évacuations de réfugiés pour l'armée katangaise dans le Nord Katanga. Aucun appareil n'est prévu pour des missions offensives, aussi divers procédés improvisés sont utilisés pour les armer : depuis la grenade à main armée dans un verre à bière ou la "bombe" composée d'une grenade de phosphore armée dans un verre attaché avec du ruban adhésif à un fut d'essence, jusqu'à la mitrailleuse Browning M2 montée dans l'embrasure des portes et au trépied à bombe fabriqué à partir d'un plan conçu en 1940. Le 31 janvier 1961, le DH-104 Dove KAT-20 disparait en cours de mission au-dessus du lac Upemba avec ses quatre membres d'équipage.
Le 8 avril 1961, trois avions d’attaque au sol Fouga Magister CM-170, arrivés en caisse, ont pu être remontés et sont présentés officiellement aux membres du gouvernement katangais à l'aérodrome de la Luano. Un s'écrase le 23 juin à Élisabethville à la suite d'un vol d'essai tuant son équipage, un second est cloué au sol après le 11 juillet pour un problème de réacteur et le dernier basé à Kolwezi-Kengere effectuera des vols opérationnels contre les troupes onusiennes en septembre et décembre 1961. Des aviateurs et techniciens mercenaires sont recrutés.
L'Avikat perd une grande partie de son personnel et la majorité de ses appareils sont saisis sur l'aérodrome de la Luano le 28 août à la suite de l'opération « Rumpunch ». Elle ne compte plus que quelques avions légers qui sont basés à l'aérodrome de Kipushi, le Fouga Magister et deux DH-104 Dove qui sont basés à Kolwezi-Kengere. Elle récupère le Sikorsky H-19 de l'ONU capturé à Jadotville en septembre.
En octobre 1961, cinq Dornier Do 28A-1 Skyservant achetés en Allemagne de l'Ouest entrent en service à Kolwezi-Kengere, suivis de quatre Piper PA-24 achetés en Afrique du Sud. Le gouvernement katangais achète un DC-4 et un DC-3 pour Air Katanga qui se charge également du ravitaillement de son armée.
L'Avikat manque cruellement de pièces de rechange, n'arrive pas à en acheter et doit utiliser certains de ses appareils comme sources de pièces de rechange. Des bombardements nocturnes de l'aérodrome d'Élisabethville-Luano sont effectués fin 1961. Lors d'une de ces opérations, un Do 28 est touché par des tirs de canons antiaériens suédois et s'écrase à court d'essence près de Solwezi en Rhodésie du Nord la nuit du 14 au 15 décembre, l'équipage est sauf.
En 1962, le gouvernement katangais réquisitionne quelques avions légers à des colons dont un Super Aero 45 et loue des avions à une compagnie rhodésienne pour des missions de transport. Des Bölkow BO 207 sont livrés l'été et en septembre les premiers des dix North American T-6 Texan-Harvard arrivent à Kolwezi-Kengere avec des aviateurs et techniciens mercenaires et participent aux dernières offensives aériennes de l'Avikat dans le Nord Katanga, chaque T-6 emportant deux bombes de 50 kg de fabrication locale. Deux De Havilland Vampire DH-115 T.11 sont aussi acquis mais détruits à Kolwezi-Kengere avant d'être opérationnels par les Saab J 29B de l'ONU le 29 décembre 1962. Un Lockheed 1808 Lodestar est livré en décembre.
Le 29 décembre 1962 a lieu le seul "combat aérien" de la sécession katangaise entre un T-6 KAT-25 (nom de guerre "Penny") et un Saab J 29B suédois au-dessus de l'aérodrome de Kolwezi-Kengere : le Saab mitraille de face le T-6 en fin de phase de décollage en catastrophe. Ce dernier arrive à s'échapper dans les nuages, mais endommagé doit atterrir sur l'aérodrome de Jadotville-Kamatanda d'où il ne décollera plus.
En janvier 1963, douze appareils rescapés de l'Avikat (T-6, DC-3, Lockheed, Piper L18C, PA-22, PA-24, Bo 207 Aero 45) se réfugient en Angola.

## Sources
- "Mémorandum au sujet de la Gendarmerie katangaise" de F. Vandewalle, août 1961.
- "Livre blanc" du Gouvernement katangais sur les évènements de septembre et décembre 1961, Annexe VI.
- "Le Katanga de Moïse Tshombe" de Guy Weber, Éditions Louis Musin, 1983.
- "L'Aviation Katangaise" de Jean-Pierre Sonck et Daniel Despas, revue Avions n° 34, 35 & 36, 1996.
- "La Force Aérienne Congolaise" de Jean-Pierre Sonck, revue Contact (Belgian Aviation History Association) n° 39 & 40, 2005.
- "L'appui-feu de BAKA" de Daniel Brackx et Jean-Pierre Sonck, Éditions De Krijger, 2005.
- "Fredsflygarna FN-flyget i Kongo 1960-1964" de Leif Hellström, Éditions Freddy Stenboms Förlag, 2003.
- "Katangan T-6 Texans" de Leif Hellström, revue Small Air Forces Observer vol. 31 n°2 (122), 2007.
- "T-6 Texan im Katangakrieg" de Leif Hellström, Flieger Revue Extra n° 21, 2008.
- "Les Suédois au Congo" de Leif Hellström, revue Aéro Journal n° 12, 2000.
- (en) Jerry Puren et Brian Pottinger, Mercenary commander, Alberton, RSA, Galago, 1986, 384 p. (ISBN 978-0-947020-21-7).